# Darshan Jariwala
Darshan Jariwala (en guyaratí: દર્શન જરીવાલા) (Bombay, 29 de septiembre de 1958) es un actor indio de cine, teatro y televisión. Ganó el Premio Nacional de Cine en la categoría de mejor actor de reparto por su participación en la película biográfica Gandhi, My Father. Interpretó el papel de Cheddilal Chaturvedi en el programa de televisión Saas Bina Sasural, emitido por Sony Entertainment Television entre el 18 de octubre de 2010 y el 6 de septiembre de 2012.

## Biografía
Jariwala es hijo de la veterana actriz Leela Jariwala (contemporánea de Dina Pathak) y de Vidyasagar Jariwala. Ha actuado en teatro, cine y televisión en su país natal. Uno de sus papeles en televisión más recordados fue en la serie Narsinh Mehta acerca del santo poeta Krishna. Su papel como Mahatma Gandhi en la película biográfica de 2007 Gandhi, My Father le valió el reconocimiento a nivel internacional.
Sus obras de teatro incluyen Hatheli Par BaadBaaki, Patro Mitro, Mulraj Mansion y Andhalo Pato. Actuó en dos obras hindi, Uncle Samjha Karo y Going Solo 2. Su compañía Leela Theatres produjo una obra en inglés, Salt & Pepper, protagonizada por él mismo junto con otros reconocidos actores de teatro como Mandira Bedi, Kuki Grewal y Vikram Kochar. La obra fue escrita y dirigida por Vikranth Pawar.
Ha actuado en películas hindi como Honeymoon Travels Pvt Ltd, Guru, Aap Kaa Surroor, Phata Poster Nikla Hero y Humshakals. Feroz Abbas Khan (director de Gandhi, My Father y una veterana personalidad en el teatro indio) lo contactó inicialmente para que interpretara el papel de Mahatma Gandhi en su obra Mahatma v/s Gandhi, pero debido a problemas de calendario, el actor tuvo que abandonar el proyecto. Sin embargo, Feroz estaba decidido a elegirlo como Gandhi y nuevamente se le acercó para que interpretara al dirigente del movimiento de independencia indio en la cinta Gandhi, My Father, proyecto que finalmente se materializó en el año 2007. La película relata la problemática relación entre Mahatma y su hijo Harilal Gandhi, quien tenía como objetivo estudiar en el extranjero y convertirse en un abogado, mientras que su padre esperaba que Harilal lo acompañara en la lucha por sus ideales de paz. El filme polarizó a la crítica, aunque las actuaciones de Jariwala y Akshaye Khanna fueron alabadas de forma unánime. Por su desempeño, Jariwala obtuvo un Premio Nacional de Cine en la categoría de mejor actor de reparto en la ceremonia celebrada en el año 2007.

## Vida personal
En 1980 se casó con la actriz de televisión india Apara Mehta, con quien tiene una hija. Han estado viviendo separados durante mucho tiempo debido a diferencias personales, pero no están oficialmente divorciados.

## Filmografía
| Película                             | Año  | Papel                      | Notas    |
| ------------------------------------ | ---- | -------------------------- | -------- |
| Sweetiee Weds NRI                    | 2017 |                            |          |
| Ek Tha Hero                          | 2016 |                            |          |
| Kyaa Kool Hain Hum 3                 | 2016 |                            |          |
| Sense8                               | 2015 | Manendra Rasal             |          |
| Humshakals                           | 2014 | Cyrus Patel                |          |
| Entertainment                        | 2014 | Cameo                      |          |
| Bey Yaar                             | 2014 |                            |          |
| Million Dollar Arm                   | 2014 | Vivek                      |          |
| Phata Poster Nikla Hero              | 2013 | Inspector de policía       |          |
| Hungame pe Hungama                   | 2013 | Hari Ram/Papa              |          |
| Commando                             | 2013 | Akhilesh Sinha             |          |
| Ajab Gazabb Love                     | 2012 | Yashvardhan Grewal         |          |
| Rowdy Rathore                        | 2012 | Comisionado                |          |
| Joker                                | 2012 |                            |          |
| Kahaani                              | 2012 | Pratap Bajpayee            |          |
| Aarakshan                            | 2011 | Anirudh Chaudhary          |          |
| F.A.L.T.U                            | 2011 | Virani                     |          |
| Rakta Charitra                       | 2010 | SP Kanoonga                |          |
| Raajneeti                            | 2010 | Ramnath Rai                |          |
| Paiyaa                               | 2010 |                            | Tamil    |
| Ajab Prem Ki Ghazab Kahani           | 2009 | Shiv Shankar Sharma        |          |
| Life Partner                         | 2009 | Darshan Manibhai Patel     |          |
| What's Your Raashee?                 | 2009 | Devendra 'Devu' Patel      |          |
| Rang Rasiya                          | 2009 |                            |          |
| Halla Bol                            | 2008 | Ganpat Rao Gaekwad         |          |
| Superstar                            | 2008 | M.G.Saxena                 |          |
| Aap Kaa Surroor - The Real Luv Story | 2007 | Khurana                    |          |
| Gandhi, My Father                    | 2007 | Mohandas Karamchand Gandhi |          |
| Aaja Nachle                          | 2007 | Guru Makarand              |          |
| Honeymoon Travels Pvt. Ltd.          | 2007 | Ram Prasad                 |          |
| Guru                                 | 2007 | Anand Patekar              |          |
| Continuum                            | 2006 | Pareira                    |          |
| Xcuse Me                             | 2003 | Sardesai                   |          |
| Style                                | 2001 | Sardesai                   |          |
| Paagalpan                            | 2001 | Malpani                    |          |
| Oxygen                               | 2018 | Sardarji                   | Guyaratí |

## Televisión
- Narsinh Mehta como Narsinh Mehta
- Kya Baat Hai (1997) como Ram Dayal Mehta
- Saas Bina Sasural (2010-2012) como Cheddilal Anandilal Chaturvedi
- Adaalat (2012) como K. D.
- Maan Na Maan Main Tera Mehmaan como Shakuni (Cameo)
- Muh Boli Shaadi (2015) como Ashok Tiwari
- Ek Tha Raja Ek Thi Rani (2015) como Gayatri's Father
- Baa Bahoo Aur Baby (2006 - 2007) como el doctor  Akhilesh Jha
- Permanent Roommates (Temporada 2) (2016)
- The Good Karma Hospital (2017) como Ram Nair